# 잇폰기 방

잇폰기 방(일본어: 一本木 蛮, 영어: Ippongi☆Bang, 1965년 1월 4일~)은 일본의 만화가, 코스플레이어이다. 일본만화가협회 상무이사, 분세이예술대학 비상근강사이다.